# ستاد کل نیروهای مسلح ترکیه

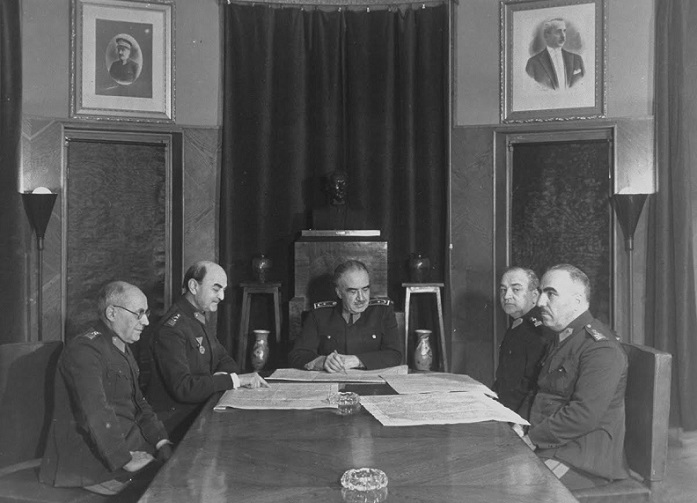
جلسه‌ای به رهبری رئیس ستاد کل؛ فوزی چکماک در دهه ۱۹۴۰

ستاد کل نیروهای مسلح ترکیه (انگلیسی: General Staff of the Turkish Armed Forces) مجموعه ستاد کل نیروهای مسلح ترکیه است، که در سال ۱۹۲۰ تأسیس شد. هم‌اکنون ارتشبد متین گوراک ریاست ستاد کل نیروهای مسلح ترکیه را برعهده دارد.
رئیس ستاد کل نیروهای مسلح ترکیه، ارشدترین افسر در نیروهای مسلح ترکیه است. طبق قانون اساسی ترکیه، رئیس ستاد کل به رئیس‌جمهور گزارش می‌دهد و به‌عنوان فرمانده نیروهای مسلح ترکیه خدمت می‌کند. در زمان جنگ، رئیس ستاد کل به نمایندگی از رئیس‌جمهور، اختیارات فرمانده کل قوا را برعهده دارد، که این اختیارات، وظایف فرمانده کل قوا را به نمایندگی از پارلمان نشان می‌دهد. 
فرماندهی نیروهای مسلح و تعیین سیاست‌ها و برنامه‌های مربوط به آماده‌سازی پرسنل برای نبرد، اطلاعات، عملیات، سازماندهی، آموزش و خدمات لجستیکی از وظایف ستاد کل است. علاوه بر این، ستاد کل، روابط نظامی نیروهای مسلح ترکیه را با همتایان خود در کشورهای عضو ناتو و سایر کشورهای دوست، هماهنگ می‌کند.
رئیس ستاد کل در فهرست پروتکل‌های دولتی، پس از رئیس‌جمهور، رئیس دادگاه قانون اساسی، رئیس مجلس ملی کبیر و معاون رئیس‌جمهور، در پروتکل جمهوری ترکیه، رتبه پنجم را دارد.